# Seznam katastrálních území v okrese Semily
V této tabulce je uveden kompletní výčet katastrálních území Okresu Semily, včetně rozlohy a sídel, které na nich leží.
| Název KÚ                            | Sídla                                                                | Obec                   | km2   |
| ----------------------------------- | -------------------------------------------------------------------- | ---------------------- | ----- |
| A                                   | A                                                                    | A                      |       |
| Bělá u Staré Paky                   | Bělá                                                                 | Bělá                   | 7,76  |
| Bělá u Turnova                      | Bělá, Bukovina, Chloumek, Rohliny                                    | Mírová pod Kozákovem   | 6,38  |
| Benecko                             | Benecko                                                              | Benecko                | 4,88  |
| Benešov u Semil                     | Benešov u Semil                                                      | Benešov u Semil        | 5,4   |
| Bítouchov u Semil                   | Bítouchov                                                            | Semily                 | 3,71  |
| Bítouchov u Veselé                  | Bítouchov                                                            | Veselá                 | 0,21  |
| Bořkov                              | Bořkov                                                               | Slaná                  | 3,29  |
| Bozkov                              | Bozkov                                                               | Bozkov                 | 6,8   |
| Bradlecká Lhota                     | Bradlecká Lhota                                                      | Bradlecká Lhota        | 3,69  |
| Bratrouchov                         | Bratrouchov                                                          | Jablonec nad Jizerou   | 3,68  |
| Bukovina u Čisté                    | Bukovina u Čisté                                                     | Bukovina u Čisté       | 3,17  |
| Bukovina u Turnova                  | Bukovina, Dolánky u Turnova, Kobylka, Loužek                         | Turnov                 | 2,79  |
| Buřany                              | Buřany, Dolní Dušnice, Hradsko, Končiny, Vojtěšice                   | Jablonec nad Jizerou   | 5,12  |
| Bystrá nad Jizerou                  | Bystrá nad Jizerou                                                   | Bystrá nad Jizerou     | 5,62  |
| Čikvásky                            | Čikvásky                                                             | Košťálov               | 2,22  |
| Čistá u Horek                       | Čistá u Horek                                                        | Čistá u Horek          | 10,53 |
| Daliměřice                          | Daliměřice, Hrubý Rohozec                                            | Turnov                 | 2,76  |
| Dolní Rokytnice                     | Dolní Rokytnice, Hleďsebe, Hranice, Studenov                         | Rokytnice nad Jizerou  | 11,28 |
| Dolní Sytová                        | Dolní Sytová                                                         | Háje nad Jizerou       | 4,81  |
| Dolní Štěpanice                     | Dolní Štěpanice                                                      | Benecko                | 2,43  |
| Františkov v Krkonoších             | Františkov                                                           | Rokytnice nad Jizerou  | 2,72  |
| Háje nad Jizerou                    | Háje nad Jizerou                                                     | Háje nad Jizerou       | 1,7   |
| Harrachov                           | Harrachov, Mýtiny, Nový Svět, Ryžoviště                              | Harrachov              | 36,63 |
| Helkovice                           | Helkovice                                                            | Vysoké nad Jizerou     | 2,21  |
| Hnanice pod Troskami                | Borek, Hnanice                                                       | Hrubá Skála            | 2,07  |
| Holenice                            | Holenice                                                             | Holenice               | 3,5   |
| Horka u Staré Paky                  | Horka u Staré Paky                                                   | Horka u Staré Paky     | 0,81  |
| Horní Branná                        | Horní Branná                                                         | Horní Branná           | 14,64 |
| Horní Dušnice                       | Horní Dušnice                                                        | Jablonec nad Jizerou   | 5,79  |
| Horní Rokytnice nad Jizerou         | Horní Rokytnice                                                      | Rokytnice nad Jizerou  | 8,79  |
| Horní Sytová                        | Horní Sytová                                                         | Víchová nad Jizerou    | 2,46  |
| Horní Štěpanice                     | Horní Štěpanice, Rychlov, Štěpanická Lhota, Zákoutí                  | Benecko                | 5,52  |
| Hořensko                            | Hořensko, Světlá                                                     | Slaná                  | 2,32  |
| Hrabačov                            | Hrabačov                                                             | Jilemnice              | 4,55  |
| Hrubá Skála                         | Bohuslav, Doubravice, Hrubá Skála, Krčkovice, Rokytnice, Želejov     | Hrubá Skála            | 11,76 |
| Chlum pod Táborem                   | Chlum                                                                | Lomnice nad Popelkou   | 4,32  |
| Chuchelna                           | Chuchelna                                                            | Chuchelna              | 7,23  |
| Jablonec nad Jizerou                | Blansko, Dolní Tříč, Jablonec nad Jizerou                            | Jablonec nad Jizerou   | 6,42  |
| Jesenný                             | Bohuňovsko, Jesenný                                                  | Jesenný                | 7,84  |
| Jestřabí v Krkonoších               | Jestřabí v Krkonoších                                                | Jestřabí v Krkonoších  | 3,48  |
| Jilemnice                           | Javorek, Jilemnice                                                   | Jilemnice              | 9,31  |
| Kacanovy                            | Kacanovy                                                             | Kacanovy               | 6,01  |
| Karlovice                           | Karlovice, Radvánovice, Roudný, Sedmihorky, Svatoňovice              | Karlovice              | 10,21 |
| Klokočí u Turnova                   | Klokočí                                                              | Klokočí                | 2,38  |
| Košov                               | Košov, Morcinov                                                      | Lomnice nad Popelkou   | 2,98  |
| Košťálov                            | Košťálov, Valdice                                                    | Košťálov               | 9,54  |
| Kotelsko                            | Kotelsko                                                             | Veselá                 | 0,98  |
| Kruh                                | Kruh                                                                 | Kruh                   | 6,04  |
| Křečovice pod Troskami              | Křečovice 2.díl                                                      | Rovensko pod Troskami  | 1,48  |
| Křížlice                            | Křížlice                                                             | Jestřabí v Krkonoších  | 4,63  |
| Ktová                               | Ktová                                                                | Ktová                  | 3,95  |
| Kundratice                          | Kundratice                                                           | Košťálov               | 8,27  |
| Lestkov pod Kozákovem               | Kozákov, Lestkov                                                     | Radostná pod Kozákovem | 4,04  |
| Levínská Olešnice                   | Levínská Olešnice                                                    | Levínská Olešnice      | 6,53  |
| Lhota Komárov                       | Komárov, Lhota                                                       | Chuchelna              | 3,55  |
| Libštát                             | Libštát                                                              | Libštát                | 10,13 |
| Loktuše                             | Loktuše                                                              | Mírová pod Kozákovem   | 2,02  |
| Lomnice nad Popelkou                | Lomnice nad Popelkou, Nové Dvory                                     | Lomnice nad Popelkou   | 10,32 |
| Loučky u Turnova                    | Loučky                                                               | Loučky                 | 1,65  |
| Malý Rohozec                        | Malý Rohozec, Mokřiny, Vazovec                                       | Turnov                 | 2,82  |
| Martinice v Krkonoších              | Martinice v Krkonoších                                               | Martinice v Krkonoších | 3,27  |
| Mašov u Turnova                     | Kadeřavec, Mašov, Pelešany, Turnov                                   | Turnov                 | 6,7   |
| Modřišice                           | Modřišice                                                            | Modřišice              | 3,42  |
| Mrklov                              | Mrklov, Žalý                                                         | Benecko                | 3,68  |
| Mříčná                              | Mříčná                                                               | Mříčná                 | 10,05 |
| Nedaříž                             | Nedaříž                                                              | Horka u Staré Paky     | 1,22  |
| Nedvězí u Semil                     | Nedvězí, Sutice                                                      | Slaná                  | 2,6   |
| Nová Ves nad Popelkou               | Nová Ves nad Popelkou                                                | Nová Ves nad Popelkou  | 12,18 |
| Ohrazenice u Turnova                | Ohrazenice                                                           | Ohrazenice             | 2,68  |
| Olešnice u Turnova                  | Olešnice, Pohoří                                                     | Olešnice               | 5,28  |
| Paseky nad Jizerou                  | Paseky nad Jizerou                                                   | Paseky nad Jizerou     | 12,7  |
| Peřimov                             | Peřimov                                                              | Peřimov                | 6,63  |
| Ploužnice pod Táborem               | Ploužnice                                                            | Lomnice nad Popelkou   | 0,87  |
| Pohoří u Stružince                  | Pohoří                                                               | Stružinec              | 1,61  |
| Poniklá                             | Poniklá                                                              | Poniklá                | 8,75  |
| Přepeře u Turnova                   | Přepeře                                                              | Přepeře                | 3,45  |
| Příkrý                              | Příkrý                                                               | Příkrý                 | 5,69  |
| Přívlaka                            | Poniklá                                                              | Poniklá                | 5,01  |
| Rakousy                             | Rakousy                                                              | Rakousy                | 1,4   |
| Rokytno v Krkonoších                | Rokytno                                                              | Rokytnice nad Jizerou  | 14,17 |
| Roprachtice                         | Roprachtice                                                          | Roprachtice            | 11,61 |
| Roudnice v Krkonoších               | Roudnice                                                             | Jestřabí v Krkonoších  | 2,19  |
| Rovensko pod Troskami               | Liščí Kotce, Rovensko pod Troskami                                   | Rovensko pod Troskami  | 6,87  |
| Rovnáčov                            | Rovnáčov                                                             | Studenec               | 0,83  |
| Roztoky u Jilemnice                 | Roztoky u Jilemnice                                                  | Roztoky u Jilemnice    | 13,03 |
| Roztoky u Semil                     | Roztoky u Semil                                                      | Roztoky u Semil        | 4,42  |
| Rváčov                              | Černá, Dráčov, Rváčov, Skuhrov, Tikov                                | Lomnice nad Popelkou   | 4,8   |
| Rybnice                             | Loukov, Rybnice                                                      | Háje nad Jizerou       | 5,23  |
| Sekerkovy Loučky                    | Dubecko, Hrachovice, Chutnovka, Kvítkovice, Sekerkovy Loučky, Stebno | Mírová pod Kozákovem   | 5,99  |
| Semily                              | Podmoklice, Semily                                                   | Semily                 | 10,81 |
| Sklenařice                          | Sklenařice                                                           | Vysoké nad Jizerou     | 5,65  |
| Slaná                               | Slaná                                                                | Slaná                  | 2,06  |
| Smrčí u Semil                       | Dlouhý, Smrčí                                                        | Záhoří                 | 3,63  |
| Spálov u Semil                      | Spálov                                                               | Semily                 | 1,8   |
| Stará Ves u Vysokého nad Jizerou    | Stará Ves                                                            | Vysoké nad Jizerou     | 3,33  |
| Stromkovice                         | Stromkovice                                                          | Jablonec nad Jizerou   | 1,31  |
| Stružinec u Lomnice nad Popelkou    | Stružinec                                                            | Stružinec              | 5,49  |
| Studenec u Horek                    | Studenec                                                             | Studenec               | 9     |
| Svojek                              | Svojek                                                               | Svojek                 | 3,2   |
| Syřenov                             | Syřenov, Újezdec                                                     | Syřenov                | 5,45  |
| Škodějov                            | Škodějov                                                             | Příkrý                 | 1,63  |
| Štěpánovice u Rovenska pod Troskami | Blatec, Štěpánovice                                                  | Rovensko pod Troskami  | 2,99  |
| Tample                              | Tample                                                               | Svojek                 | 2,18  |
| Tatobity                            | Tatobity                                                             | Tatobity               | 4,22  |
| Troskovice                          | Jivina, Křenovy, Tachov, Troskovice                                  | Troskovice             | 8,29  |
| Tříč                                | Horní Tříč                                                           | Vysoké nad Jizerou     | 3,3   |
| Tuhaň u Stružince                   | Bezděčín, Tuhaň                                                      | Stružinec              | 4,12  |
| Turnov                              | Turnov                                                               | Turnov                 | 7,66  |
| Václaví                             | Václaví                                                              | Rovensko pod Troskami  | 1,44  |
| Valteřice v Krkonoších              | Valteřice                                                            | Horní Branná           | 6,23  |
| Vesec pod Kozákovem                 | Prackov, Smrčí, Vesec                                                | Mírová pod Kozákovem   | 4,82  |
| Veselá u Semil                      | Veselá, Vranovsko, Žďár                                              | Veselá                 | 4,59  |
| Víchová nad Jizerou                 | Víchová nad Jizerou                                                  | Víchová nad Jizerou    | 7,34  |
| Víchovská Lhota                     | Víchovská Lhota                                                      | Víchová nad Jizerou    | 2,5   |
| Vítkovice v Krkonoších              | Vítkovice                                                            | Vítkovice              | 31,97 |
| Volavec                             | Volavec                                                              | Radostná pod Kozákovem | 1,66  |
| Všeň                                | Mokrý, Ploukonice, Všeň                                              | Všeň                   | 5,6   |
| Vyskeř                              | Drahoňovice, Lažany, Mladostov, Poddoubí, Skalany, Vyskeř            | Vyskeř                 | 9,61  |
| Vysoké nad Jizerou                  | Vysoké nad Jizerou                                                   | Vysoké nad Jizerou     | 6,17  |
| Záhoří u Semil                      | Pipice, Proseč, Záhoří                                               | Záhoří                 | 4,91  |
| Zálesní Lhota                       | Zálesní Lhota                                                        | Studenec               | 7,04  |
| Žďár u Kumburku                     | Žďár u Kumburku                                                      | Syřenov                | 0,98  |
| Žďár u Staré Paky                   | Žďár                                                                 | Levínská Olešnice      | 3,53  |
| Želechy                             | Želechy                                                              | Lomnice nad Popelkou   | 2,28  |
| Žernov                              | Křečovice 1.díl, Podtýn, Proseč, Sýkořice, Žernov                    | Žernov                 | 4,85  |
| Žlábek                              | Žlábek                                                               | Tatobity               | 2,85  |

Celková výměra 698,95 km2